# Carl Espen
Carl Espen Thorbjørnsen, eller blot Carl Espen, er en norsk sanger, født 1982 i Bergen. Den 15. marts 2014 vandt han Norsk Melodi Grand Prix med sangen "Silent Storm", og dermed retten til at repræsentere Norge med dette nummer ved Eurovision Song Contest 2014 i København. Sangen gik videre fra den anden semifinale den 8. maj 2014 og nåede efterfølgende en ottendeplads ved finalen to dage senere.